# 周暐宸
周暐宸（1996年9月1日—）為臺灣男子籃球運動員，場上位置為前鋒，父母親都在國小當校長，周暐宸擁有泰雅族血統，畢業於宜蘭高中、國立體育大學，高中才開始接受正規籃球訓練。2018年7月在超級籃球聯賽新人選秀會第一輪第五順位獲得金門酒廠青睞。2020年夏天自請從高雄九太科技離隊後轉戰臺灣銀行。2023年11月周暐宸因吳季穎涉嫌打假球案遭臺灣士林地方檢察署約談，複訊後以新臺幣30萬元交保，並限制其住居；裕隆納智捷表示經檢察官諭令聲押或交保之球員會依約終止契約。中華民國籃球協會召開紀律委員會，依據「中華民國籃球協會職業聯盟、球隊暨球員、職員、經紀人與經紀公司懲處辦法」決議註銷周暐宸的球員註冊。

## 外部連結
- 周暐宸的Instagram帳戶
- 周暐宸在fiba.basketball（英语）
- 周暐宸在fiba3x3.com（英语）
- 周暐宸在Eurobasket.com（球員）（英语）
- 周暐宸在RealGM（英语）
- 周暐宸在Proballers（英语）